# أثر جائحة فيروس كورونا على السياسة

خريطة توضح الدول التي غيرت موعد انتخابات واحد على الأقل

أثرت جائحة COVID-19 على الأنظمة السياسية في بلدان كثيرة، ما تسبب في تعليق الأنشطة التشريعية، وعزل العديد من السياسيين أو وفاتهم، وإعادة جدولة مواعيد الانتخابات بسبب مخاوف انتشار الفيروس.

## التأثيرات العامة

### شعبية الحاكم
تشير الأدلة إلى تسبب الجائحة في ظهور ما يُعرف بتأثير الالتفاف حول العَلم في بلدان عدة، إذ ارتفعت معدلات تأييد الحكومة في كل من إيطاليا (+27 نقطة مئوية)، وألمانيا (+11)، وفرنسا (+11)، والمملكة المتحدة. شهدت شعبية الرئيس الأمريكي دونالد ترامب انخفاضًا بمقدار 6 نقاط، بينما حقق حكام الولايات نجاحًا شعبيًا وصل إلى 55 نقطةً لحاكم نيويورك أندرو كومو، و31 نقطةً لحاكم ولاية كارولاينا الشمالية روي كوبر، و30 نقطةً لحاكمة ميشيغان غريتشين ويتمر وثلاثتهم من الحزب الديمقراطيّ.

### حالات الطوارئ
أعلنت 84 دولةً على الأقل حالة الطوارئ استجابةً للجائحة، ما أثار المخاوف حول ظهور حالات من إساءة استخدام السلطة. تشير ادعاءات منظمة مراسلون بلا حدود إلى تقييد حرية الصحافة في 38 دولةً إبان تطبيق حالة الطوارئ فيها. تشمل الأمثلة الأخرى حظر الاحتجاجات الجماهيرية، وتأجيل الانتخابات أو عقدها في ظل عجز المعارضة عن إطلاق حملة فعالة، وفرض قواعد الإغلاق العام بصورة انتقائية على الخصوم السياسيين، وتوزيع المعونات الإغاثية على المؤيدين السياسيين، وإلقاء اللوم على الأقليات. كشفت العديد من البلدان أيضًا عن برامج مراقبة واسعة النطاق لتتبع مخالطي المرضى، ما طرح تساؤلات عديدة حول تأثيرها على الخصوصية.

## التأثير على العلاقات الدولية

### الاتحاد الأوروبي
صرّح رئيس الوزراء الإسباني بيدرو سانشيز قائلًا: «إن لم نقترح الآن استجابةً موحدةً وقويةً وفعالةً لهذه الأزمة الاقتصادية، سوف نعاني من تبعات أكثر قساوة، وستلاحقنا آثارها لفترة أطول، وسنعرض المشروع الأوروبي بأكمله للخطر»، بينما نوّه رئيس الوزراء الإيطالي جوزيبي كونتي بأن «المشروع الأوروبي بأكمله يخاطر بفقدان مبرر وجوده وغايته في نظر مواطنينا». حظرت ألمانيا تصدير معدات الوقاية الشخصية بين 4 و19 مارس، وفرضت فرنسا أيضًا قيودًا على تصدير المعدات الطبية، ما أدى إلى توجيه مسؤولي الاتحاد الأوروبي انتقاداتهم لهذه الدول بعد مناشدتهم تعزيز التضامن. يُذكر أن العديد من دول منطقة شنغن قد أغلقت حدودها لوقف انتشار الفيروس.

#### الدَّين الصادر المشترك
تسبب الجدل حول كيفية الاستجابة للوباء وتداعياته الاقتصادية في ظهور شرخ بين الدول الأعضاء في شمال أوروبا وجنوبها، ما يعود بالأذهان إلى الجدل حول أزمة الديون الأوروبية في عام 2010. دعت تسع دول من الاتحاد الأوروبي -إيطاليا وفرنسا وبلجيكا واليونان والبرتغال وإسبانيا وأيرلندا وسلوفينيا ولوكسمبورغ- في 25 مارس إلى إصدار «سندات كورونا» (نوع من سندات اليورو) لمساعدة دولها على التعافي من الوباء. جاء في خطابهم: «تدعو هذه الظروف بقوة إلى إصدار مثل هذا الصك المشترك، لأننا نواجه جميعًا صدمةً خارجيةً متشابهة». عارضت دول شمال أوروبا مثل ألمانيا والنمسا وفنلندا وهولندا إصدار الدَين المشترك، خوفًا من الاضطرار إلى سداده في حالة تخلف الدول الأخرى، واقترحت بدلاً من ذلك تقديم البلدان طلبات للحصول على قروض من صندوق آلية الاستقرار الأوروبي. نوقشت سندات كورونا في 26 مارس عام 2020 في اجتماع للمجلس الأوروبي امتد ثلاث ساعات أطول من المتوقع بسبب ردود الفعل «العاطفية» لرئيسي وزراء إسبانيا وإيطاليا. حثّ رئيس المجلس الأوروبي شارل ميشيل ورئيسة البنك المركزي الأوروبي كريستين لاغارد الاتحاد الأوروبي على النظر في إصدار ديون مشتركة. على عكس أزمة الديون الأوروبية -التي تسببت فيها الدول المتأثرة جزئياً- لم تسهم دول جنوب أوروبا في انتشار جائحة فيروس كورونا، ومن ثم لم ترغب في تحمل أي مسؤولية وطنية.

#### الحريات المدنية
أصدرت 16 دولةً عضوًا في الاتحاد الأوروبي بيانًا في 1 أبريل، حذرت فيه من احتمالية إسهام بعض الإجراءات الطارئة التي أصدرتها الدول خلال جائحة فيروس كورونا في تقويض مبادئ سيادة القانون والديمقراطية، وأعلنوا «دعمهم مبادرة المفوضية الأوروبية لمراقبة تدابير الطوارئ وتطبيقها لضمان المحافظة على قيم الاتحاد الأساسية». لم يتحدث البيان عن المجر، لكن يُرجح المراقبون إشارته ضمنيًا إلى قانون مجري يمنح الحكومة المجرية السلطة الكاملة خلال جائحة فيروس كورونا. يُذكر انضمام الحكومة المجرية في اليوم التالي إلى الدول المشاركة في البيان.
أقر البرلمان المجري في 30 مارس عام 2020 القانون الذي يمنح بالأغلبية المؤهلة السلطة العامة للحكومة: 137 صوتًا مقابل 53 صوتًا. أعلن رئيس المجر، يانوش أدير، عقب إصدار القانون أن تفويض الحكومة يأتي لمدة معينة بالتزامن مع منحها صلاحيات محدودة. أعربت رئيسة المفوضية الأوروبية، أورسولا فون دير لاين، عن قلقها إزاء إجراءات الطوارئ المجرية وأكدت أهمية اقتصارها على الضرورات، واقترح وزير الخارجية ميخائيل روث استخدام العقوبات الاقتصادية ضد المجر.
قدم رؤساء 13 حزبًا من أعضاء حزب الشعب الأوروبي (أي بّي بّي) اقتراحًا بشطب عضوية الاتحاد المدني المجري (فيدس) في التشريع الجديد في 2 أبريل. ردّ فيكتور أوربان على الاقتراح عبر رسالة موجهة إلى الأمين العام لحزب الشعب الأوروبي أنطونيو لوبيز-إستوريس وايت أعلن فيها نيّته مناقشة القضايا المتعلقة بعضوية فيدس «حالما ينتهي الوباء». علّق على اقتراح القادة السياسيين الثلاثة عشر قائلًا: «لا يمكنني تصوّر امتلاك أي منا الوقت لتخيل نوايا الدول الأخرى. يبدو أنها رفاهية باهظة الثمن هذه الأيام». نُشر مقطع فيديو في مؤتمر لوزراء خارجية الدول الأعضاء في الاتحاد الأوروبي في 3 أبريل 2020، طلب فيه وزير الخارجية المجري، بيتر سيارتو، من الوزراء الآخرين قراءة التشريع نفسه بدلًا من اعتماد صورته المسيسة في الصحف قبل التعليق عليه.

### العلاقات بين اليابان وكوريا الجنوبية
تدهورت العلاقات بين اليابان وكوريا الجنوبية نتيجة الوباء. حدث ذلك بعد أن أعلنت اليابان أنها ستبدأ في عزل جميع الوافدين من كوريا الجنوبية، إذ وصفت حكومة كوريا الجنوبية هذه الخطوة أنها «غير منطقية ومفرطة ومؤسفة للغاية»،  وأنها تطرح تساؤلًا عما إذا كان لليابان دوافع أخرى غير احتواء تفشي المرض. عرضت بعض وسائل الإعلام الكورية الجنوبية آراءً عن تحسن العلاقات مع اليابان بعد تقديم المساعدات لها. بالإضافة إلى ذلك، أعلنت بعض البلديات المحلية في اليابان والتي لم تقبل الكشف عن أسمائها عزمها شراء أقنعة من كوريا. عندما أصبحت هذه الحقيقة معروفة، أعرب بعض المعلقين على الإنترنت في اليابان عن أنهم لن يأخذوا أقنعة أبدًا، خصوصًا لو كان من كوريا، لأنها لن تكون مجانية، وكونها سوف تشكل ضغطًا عامًا على الحكومة اليابانية في حال منحت كوريا الجنوبية أقنعة لليابان. ومع ذلك، فإن الحكومة الكورية لم تستعرض أبدًا إرسال الأقنعة لليابان، وأعربت -وفقًا للرأي العام الكوري- عن أنها لن تمضي قدمًا في الطلب إلا في حال كان طلب الحكومة اليابانية علني. ومع ذلك، داخل اليابان، نُشرت افتتاحية تنص على أنه يجب على الحكومة الكورية التبرع بالإمدادات الطبية كقناع الوجه مثلًا دون الإعلان عنها ويجب على الحكومة اليابانية قبول عرضها.

### بر الصين الرئيسي
انتقدت الولايات المتحدة الحكومة الصينية بسبب تعاملها مع الوباء، الذي بدأ في مقاطعة هوبي الصينية. في البرازيل، تسبب عضو الكونغرس إدواردو بولسونارو -نجل الرئيس جاير بولسونارو- في نزاع دبلوماسي مع الصين عندما أعاد تغريد رسالة تقول:«إن اللوم على وباء الفيروس التاجي العالمي له اسم ولقب: الحزب الشيوعي الصيني». بعد ذلك، قام يانغ وانمينغ -كبير الدبلوماسيين الصينيين في البرازيل- بإعادة تغريد رسالة تقول:«إن عائلة بولسونارو هي السم العظيم لهذا البلد».
يعتقد بعض المعلقين أن الإعلام الرسمي في الصين يروج لسرد مفاده أن النظام الاستبدادي الصيني قادر بشكل فريد على كبح الفيروس التاجي بشكل يتناقض مع الاستجابة الفوضوية للديمقراطيات الغربية. صرح مسؤول السياسة الخارجية في الاتحاد الأوروبي جوزيب بوريل:«تدفع الصين وبقوة رسالة مفادها أنها -على عكس الولايات المتحدة- حليف مسؤول وموثوق».
زعمت وزارة الخارجية الصينية وقوف جيش الولايات المتحدة وراء الفيروس. وعندما اقترحت أستراليا إجراء تحقيق دولي في أصل الفيروس، هدد السفير الصيني بالانتقام الاقتصادي. زعمت السفارة الصينية في فرنسا بدورها أن دور التمريض الفرنسية «تخلت عن مواقعها بين عشية وضحاها... وتركت سكانها يموتون من الجوع والمرض». حاولت الحكومة الصينية أيضًا التأثير بشكل مباشر على تصريحات الحكومات الأخرى في من أجل إظهار بلادها بشكل أكثر إيجابية، بما في ذلك في ألمانيا، وويسكونسن.
أرسلت الصين مساعدات إلى 82 دولة ومنظمة الصحة العالمية بالإضافة إلى الاتحاد الأفريقي، وتعتبر بعض وسائل الإعلام الغربية تلك المساعدة محاولة لمواجهة صورتها السلبية في المرحلة المبكرة من الوباء. وبحسب يانغ يانغ تشنغ -الباحث في مرحلة بعد الدكتوراه في جامعة كورنيل- «كانت الحكومة الصينية تحاول إبراز سلطة الدولة الصينية خارج حدودها وترسيخ الصين كقائد عالمي، الأمر الذي لا يختلف عما تفعله حكومة الولايات المتحدة منذ فترة كبيرة خلال هذا القرن، وتوزيع المساعدة الطبية جزء من هذه المهمة». حذر بوريل من وجود «عنصر جغرافي سياسي يتضمن صراعًا على النفوذ من خلال التعاطف، و (سياسات الكرم)».

### الولايات المتحدة الأمريكية
في أوائل مارس، أدان قادة الاتحاد الأوروبي قرار الولايات المتحدة بتقييد السفر من أوروبا إلى الولايات المتحدة.
خضعت الولايات المتحدة لتدقيق من قبل بعض المسؤولين من دول أخرى بعد مزاعم عن اختطاف شحنات من الإمدادات الحيوية الموجهة لدول أخرى.
اتهم جان روتنر -رئيس المجلس الإقليمي في مؤسسة غراند- الولايات المتحدة بعرقلة تسليم أقنعة الوجه عن طريق شرائها في اللحظة الأخيرة. قال مسؤولون فرنسيون إن الأمريكيين جاؤوا إلى مدرج المطار وعرضوا دفع أضعاف العرض الفرنسي حيث كانت الشحنة معدة للمغادرة إلى فرنسا. طلب رئيس وزراء كندا جاستن ترودو من وزير السلامة العامة بيل بلير ووزير النقل مارك غارنو التحقيق في الادعاءات بأن الإمدادات الطبية المخصصة أصلًا لكندا قد حُولت إلى الولايات المتحدة. اتهم السياسي الألماني أندرياس جيزيل الولايات المتحدة بارتكاب «قرصنة حديثة» بعد أنباء عن تحويل 200.000 قناع N95 مخصص للشرطة الألمانية أثناء نقله على الطريق بين الطائرات في تايلاند إلى الولايات المتحدة، لكنه غير تصريحه في وقت لاحق بعد أن أوضح أن أوامر شراء القناع تمت من خلال شركة ألمانية، وليس شركة أمريكية مثلما ذكر سابقًا، وأن قضايا الإستيراد مازالت قيد المراجعة.
بسبب النقص في اختبارات الفيروس التاجي، زار حاكم ولاية ماريلاند لاري هوجان زوجته يومي هوجان -المولودة في كوريا الجنوبية- من أجل التحدث مع سفير كوريا الجنوبية، وذكرت العديد من الشركات الكورية الجنوبية بعد ذلك أنها سترسل مجموعات اختبار إلى ولاية ماريلاند.
في 2 أبريل 2020، تذرع الرئيس ترامب بقانون الإنتاج الدفاعي لعام 1950 من أجل إيقاف تصدير الأقنعة التي تنتجها شركة 3M إلى كندا وأمريكا اللاتينية. صرح رئيس الوزراء الكندي جاستن ترودو إنه سيكون من الخطأ أن تحد البلدان من تجارة السلع أو الخدمات الأساسية، بما في ذلك الإمدادات الطبية وغيرها من المساعدات، وأشار إلى أن هذا سلاح ذو حدين. لجأت الحكومة الكندية إلى الصين وأماكن أخرى من أجل الحصول على إمدادات طبية حاسمة، بينما سعوا إلى مناقشة بنّاءة حول القضية مع إدارة ترامب.

### منظمة الصحة العالمية
زعم رئيس منظمة الصحة العالمية تيدروس أدهانوم أنه تعرض «للتمييز الشديد»، وتلقى تهديدات بالقتل وإهانات عنصرية أيضًا، مدعيًا أن «هذا الهجوم جاء من تايوان». وردًا على ذلك، أعلنت وزارة خارجية تايوان «استياء شديد ودرجة عالية من الأسف» وأنها «ستدين جميع أشكال التمييز والظلم».
في 7 أبريل 2020، هدد رئيس الولايات المتحدة دونالد ترامب بقطع التمويل عن منظمة الصحة العالمية، وهو ما فعله لاحقًا.

### منظمة التعاون التنمية والتعاون الإقتصادي
كتب الأمين العام لمنظمة التنمية والتعاون الاقتصادي أنخيل غوريا أن «هذه هي ثالث وأكبر صدمة اقتصادية ومالية واجتماعية في القرن الحادي والعشرين، وتتطلب مجهودًا عالميًا حديثًا شبيهًا بخطة مارشال والصفقة الجديدة للقرن الماضي مجتمعين» يمتلك كوفيد-19 تأثيرًا إقليميًا وعالميًا قويًا، ويستدعي تمايزًا في الحكم واستجابة جميع السياسات من المستويات المحلية إلى الدولية. يمكن للاستجابة المنسقة من جميع مستويات الحكومة أن تقلل من حالات فشل إدارة الأزمات.

## التأثير على السياسات الوطنية

### بلجيكا
في 17 مارس 2020، أدت صوفي ويلميس اليمين الدستورية كرئيسة وزراء بلجيكا. تعهد سبعة أحزاب معارضة دعم حكومة الأقلية، ويلميس الثانية في تكوينها السابق بسلطة عامة من أجل التعامل مع جائحة الفيروس التاجي في بلجيكا.

### البرازيل
واجه الرئيس جايير بولسونارو انتقادات شديدة بسبب طريقة تعامله مع الأزمة. إذ كان قد أشار إلى الوباء على أنه «فانتازيا». وفقًا لأحد الاستطلاعات، يرفض 64٪ من البرازيليين الطريقة التي تعامل بها بولسونارو مع الوباء، ويؤيد 44.8٪ عزله (سحب الثقة)، وهو أعلى مستوى وصلت له الأصوات المعارضة على الإطلاق. خلال خطاب الرئيس حول الوباء، شارك العديد من البرازيليين في كصرلآزو (احتجاجات) عن طريق ضرب الأواني والمقالي على الشرفات.

### كندا
في 13 مارس 2020، صوت برلمان كندا على تعليق النشاط في كلا المجلسين حتى 20 أبريل لمجلس العموم و21 أبريل لمجلس الشيوخ. مُنحت لجان الصحة والمالية في مجلس العموم القدرة على عقد اجتماعات أسبوعية بشكل افتراضي أثناء الوباء.
تأجلت مسابقات قيادة حزب المحافظين في كندا وحزب الخضر في كولومبيا البريطانية وحزب كيبيك الليبرالي وحزب كيبيكوا.

### الصين
أُقيل العديد من مديري الحزب الشيوعي الصيني على مستوى المقاطعات بسبب تعاملهم مع جهود الحجر الصحي في وسط الصين. يعتقد بعض الخبراء أن تلك الخطوة على الأرجح كانت من أجل حماية الأمين العام للحزب الشيوعي شي جين بينغ من غضب الناس بعد تفشي الفيروس التاجي. تعززت الاحتجاجات في هونغ كونغ بسبب مخاوف الهجرة من الصين القارية. وأعربت تايوان عن قلقها بشأن إدراجها في أي حظر سفر يتعلق بجمهورية الصين الشعبية بسبب «سياسة الصين الواحدة» والمطالبات الصينية. استخدمت بعض البلدان الوباء من أجل بناء جسور سياسية مع بكين، ما أثار اتهامات بأن هذه البلدان -بما في ذلك كمبوديا وغيرها- تضع السياسة قبل الصحة. ربما أدت التوترات الحالية بين الولايات المتحدة والصين إلى تأخير الجهود المنسقة لمكافحة تفشي المرض في ووهان.
ذكرت منافذ مثل بوليتيكو وفورين بوليسي وبلومبرغ أن الجهود التي تبذلها الصين لإرسال المساعدة إلى دول أخرى وتزعم دون دليل على أن الفيروس نشأ في الولايات المتحدة هو حملة دعائية من أجل التأثير العالمي بينما يتجاهلون اللوم على تعاملهم مع تفشي المرض.

### المجر
منح البرلمان الهنغاري سلطة كاملة للحكومة تخولها أن تتجاوز القوانين وتطبق الحكم بالمرسوم إن كان ذلك «ضروريًا ومتناسبًا» من أجل «منع انتشار الوباء والسيطرة والقضاء عليه وتجنب وتخفيف آثاره». ينص القانون أن على الحكومة تقديم تقارير منتظمة حول التدابير المتخذة للبرلمان أو لرئيسه وقادة الكتل البرلمانية في حال تعثر انعقاد جلسة البرلمان. علّق القانون أيضًا الانتخابات التكميلية والاستفتاءات طوال فترة الطوارئ. خُوِّلت المحكمة الدستورية في المجر بعقد جلسات عبر شبكات الاتصالات الإلكترونية. يجرّم القانون أيضًا «التصريحات واضحة الزيف أو التصريحات المضللة للحقائق الصحيحة» بفرض عقوبة السجن من 1 إلى 5 سنوات «في حال تم ذلك بطريقة يمكنها تعطيل أو عرقلة فعالية جهود التصدي للوباء». طالبت المعارضة بتطبيق حكم الانقضاء بفترة 90 يومًا على سلطات الطوارئ مقابل دعمها لها، لكن التعديلات التي أدخلتها عبر التصويت رُفِضت، ومن ثمّ فقد عارضت القانون.
وصفت منظمة هيومن رايتس ووتش التشريع بأنه استيلاء مستبد، نظرًا لكون حكم المرسوم دون رقابة برلمانية أو قضائية، وكونه يفرض عقوبات جنائية بسبب نشر حقائق «كاذبة» أو «مضللة»، ودعمت المفوضية الأوروبية باستخدام المادة 7 من معاهدة الاتحاد الأوروبي ضد المجر. كانت الانتقادات والمخاوف بشأن المرسوم نابعة من الانتكاس الحاصل في الديمقراطية المجرية في ظل رئاسة فيكتور أوربان لمجلس الوزراء وحزبه فيدس ذي الأغلبية البرلمانية الحاكم، إذ بدأ أوربان ولايته الثانية كرئيس للوزراء في عام 2010.
اتُهم أوربان من قِبل زعماء المعارضة وغيرهم من المنتقدين بأن رئاسته للوزراء تجر المجر نحو السلطوية من خلال مَرْكزة السلطة التشريعية والتنفيذية عبر الإصلاحات الدستورية التي تمت في عامي 2011 و2013، والحد من الحريات المدنية وتقييد حرية التعبير إلى الحد الذي اشترت فيه الجهات الداعمة لأوربان بعض المنافذ الإعلامية المستقلة التي كانت تنتقد حكمه، وإضعاف الضوابط المؤسسية الأخرى على سلطة أوربان بما في ذلك المحكمة الدستورية والسلطة القضائية. وأعرب منتقدو حكومة أوربان/فيدس عن قلقهم من عدم إلغاء السلطات العامة لحالة الطوارئ بمجرد انحسار حدة الوباء، ومن الممكن إساءة استخدامها لمحاكمة الصحفيين المستقلين الذين انتقدوا استجابته لفيروس كورونا أو حكمه على نطاق أوسع، والحد من الحريات الأخرى في التعبير والكلام. ويشير بعض المراقبين إلى أن أي إساءة استخدام هامة أو الفشل بإلغاء السلطات العامة لحكومة أوربان بمجرد تراجع الأزمة، من شأنه أن يضع المجر على شفير التحول إلى أول دكتاتورية في الاتحاد الأوروبي في انتهاك للّوائح التنظيمية للاتحاد الأوروبي. (تم تعليق عضوية تركيا المقترحة للاتحاد الأوروبي، وحث الدعاة الاتحاد على إنهاء هذا الاقتراح، بسبب انتهاكات حقوق الإنسان التي وقعت في ظل حكومة الرئيس رجب طيب أردوغان.) جرى توقيع عريضة ضد التشريع من قبل أكثر من 100 ألف شخص. صرّح بيتر ياكاب رئيس حزب يوبيك المعارض أن مشروع القانون قد وضع الديمقراطية الهنغارية في الحجر الصحي. أما نيزوبونت، وهي وكالة اقتراع موالية للحكومة، فقد أجرت استطلاعًا أظهر أن 90% من الهنغاريين يؤيدون تمديد إجراءات الطوارئ، وأن 72% يؤيدون تعزيز القانون الجنائي.
ردًا على تقارير إخبارية عن حالة الطوارئ التي تشكل خطرًا على الديمقراطية، وصف وزير الخارجية بيتر سيارتو هذه التدابير بأنها «أنباء مزيفة وأكاذيب» وذكر أن التدابير التي اتخذتها المجر لم تكن غير مسبوقة في أوروبا. وذكر على وجه التحديد أن هناك تقارير لا أساس لها في وسائل الإعلام الرئيسية عن صلاحيات الحكومة غير المحدود وإغلاق البرلمان.
وبعد فحص دقيق أكدت نائبة رئيس المفوضية الأوروبية فيرا يوروفا أن تدابير الطوارئ التي اعتمدتها المجر مؤخرًا لا تشكل خرقًا -حتى الآن- لأي قاعدة من قواعد الاتحاد الأوروبي.

### إيران
تأثرت حكومة جمهورية إيران الإسلامية بشدة بهذا الفيروس. وقد أثار انتشار الفيروس تساؤلات حول بقاء النظام في المستقبل. كتب الرئيس الإيراني حسن روحاني رسالة عامة إلى زعماء العالم طالبًا المساعدة، وقال إن بلاده لا تملك إمكانية الوصول إلى الأسواق الدولية بسبب العقوبات التي فرضتها الولايات المتحدة على إيران. في 3 مارس 2020، أُغلق البرلمان الإيراني بعد أن أفاد 23 من أعضاء البرلمان البالغ عددهم 290 ثبوت إصابتهم بالفيروس.

### إسرائيل
بعد أن واجهت إسرائيل حالة من الجمود السياسي منذ الانتخابات التشريعية التي أُجريت في 9 أبريل 2019، أجريت انتخابات ثالثة في 2 مارس 2020 بين رئيس الوزراء بنيامين نتنياهو وخصمه بيني غانتس. وقد حصل غانتس بالكاد على تأييد أغلبية أعضاء الكنيست، وخفف من عزوفه السابق عن التعاون مع نتنياهو، معلنًا اهتمامه بتشكيل حكومة وحدة وطنية لمعالجة أزمة فيروس كورونا. في وقت لاحق من الشهر، اقترح نتنياهو اتفاقًا لتقاسم السلطة يتنحى بموجبه نهاية عام 2021.
في 28 مارس 2020، أشاد نيكولاي ملادينوف، المنسق الخاص للأمم المتحدة لعملية السلام في الشرق الأوسط، بالمسؤولين الإسرائيليين والفلسطينيين لتنسيقهم في التصدي لوباء كوفيد-19. وأعرب ملادينوف عن تقديره لإستراتيجية الاستجابة، بالأخص في التركيز على قطاع غزة حيث تواجه المنطقة خطرًا كبير نسبيًا بتفشي المرض. ومنذ بداية الأزمة الجديدة لفيروس كورونا، سمحت إسرائيل بدخول إمدادات طبية ومساعدات كبيرة لداخل غزة.

### كوسوفو
في 18 مارس، أُقيل وزير الداخلية آغيم فيليو بسبب تأييده لإعلان حالة الطوارئ لمعالجة وباء فيروس كورونا الذي كان من شأنه أن يمنح السلطة لمجلس أمن كوسوفو برئاسة هاشم ثاتشي. وقد تقدمت رابطة كوسوفو الديمقراطية، وهي الشريك الأصغر في التحالف، التماسًا بحجب الثقة انتقامًا لإقالة أعضاء مجلس كوسوفو، وفي 25 مارس صوّت 82 عضوًا لصالح الالتماس.

### سلوفينيا
في دورتها الأولى في 13 مارس 2020، وعقب إقرارها مباشرة، أنشأت الحكومة الثالثة عشرة هيئة عاملين غير رسمية لإدارة الأزمات (سي إم إس) في جمهورية سلوفينيا لاحتواء وباء كوفيد-19. عُيّن رئيس الوزراء يانيز يانشا رئيسًا للهيئة واختير المدير السابق لوكالة الاستخبارات والأمن السلوفينية (سوفا) أندريه روبنيك ليشغل منصب أمين الهيئة. تألفت هيئة (سي إم إس) من جميع أعضاء الحكومة (رئيس الوزراء والوزراء) وبعض الخبراء وموظفين مدنيين بصفة استشارية. اختيرت بويانا بويوفيتش رئيسةً للفريق المعني بالصحة. يلكو كاسين، الوزير السابق والسفير لدى حلف شمال الأطلسي، كان المتحدث الرسمي باسم هيئة العاملين، ولعب دور مماثل خلال حرب الاستقلال السلوفينية عام 1991.
أُلغيت هيئة إدارة الأزمات في 24 مارس 2020 بعد انتهاء الانتقال السياسي، ونُقلت مهامها إلى الوزارات المسؤولة. نُقل فريق الخبراء الصحيين إلى وزارة الصحة. أصبح كاسين المتحدث الرسمي باسم الحكومة بشأن هذا الموضوع.
لم تقترح الحكومة قطّ إعلان حالة الطوارئ على الجمعية الوطنية، الذي من شأنه أن يوقف سلطات الجمعية وينقلها إلى رئيس الجمهورية بوروت باهور للحكم بالمراسيم التي ما تزال خاضعة لموافقة الجمعية الوطنية بمجرد أن تستعيد صلاحياتها. ولا ينطبق هذا الحكم إلا إذا تعذر على الجمعية الوطنية الاجتماع في الدورة. غير أن الجمعية الوطنية أقرت تعديلًا للنظام الداخلي لتمكين نفسها من عقد دورة «بعيدة المدى» باستخدام التكنولوجيا.

### كوريا الجنوبية
تفاقمت العلاقات الدبلوماسية بين اليابان وكوريا الجنوبية، إذ انتقدت كوريا الجنوبية «جهود الحجر الصحي الغامضة والسلبية» في اليابان بعد إعلانها أن أي شخص قادم من كوريا الجنوبية سوف يُوضع في الحجر الصحي لمدة أسبوعين في المواقع التي تحددها الحكومة.
وعقب تفشي الفيروس في كوريا الجنوبية وقّع أكثر من 450,000 شخص عريضة تؤيد اتهام الرئيس مون جاي-إن بأنه أرسل أقنعة وإمدادات طبية لمساعدة الصين في تصديها لتفشي الفيروس. بيد أن معالجة إدارة مون للأزمة قد لوحظت في قطاعات أخرى في المجتمع الكوري وعلى الصعيد الدولي.
في أبريل 2020، فاز حزب مون الديمقراطي بأغلبية ساحقة قياسية في الانتخابات التشريعية التي جرت في البلاد للدورة الحادية والعشرين حتى عام 2024.

### إسبانيا
في 12 مارس 2020، صوّت مجلس النواب الإسباني على تعليق الأنشطة لمدة أسبوع بعد أن ثبتت إصابة العديد من الأعضاء بالفيروس. عندما وافق مجلس النواب على تمديد حالة الإنذار في 18 مارس، كانت هذه هي المرة الأولى التي يؤيد فيها الحزب الشعبي المعارض وحزب فوكس الحكومة في التصويت بينما امتنعت الأحزاب الانفصالية كحزب اليسار الجمهوري لكاتالونيا عن التصويت.
واجهت الاستجابة لفيروس كورونا تعقيدات بسبب حقيقة أن بيدرو سانشيز يقود حكومة الأقلية للحزب الاشتراكي العمالي الإسباني (بتحالف مع حزب أونيداس بوديموس) التي تعتمد على دعم أحزاب المعارضة لسن التدابير المتعلقة بفيروس كورونا، بالأخص فيما يتعلق بالحوافز الاقتصادية. وحتى الآن، يناقش مجلس الوزراء مقترحات بتقديم قروض بلا فوائد للمستأجرين لدفع الإيجار حتى يتمكن ملاك الأراضي الأصغر الذين يعتمدون على دخل الإيجار من إعانة أنفسهم. واشتكى بابلو كاسادو زعيم الحزب الشعبي بأن الحكومة لم تبلغه بالتطورات المتعلقة بفيروس كورونا. صرّحت إينيس أريماداس زعيمة حزب المواطنين بأنها تدعم إجراءات الحكومة.

### الولايات المتحدة
نتيجة انهيار أسواق الأسهم، ومطالبات العاطلين عن العمل المرتفعة، وتقلص النشاط الاقتصادي الناجم عن وباء فيروس كورونا، اجتمع الكونغرس الأميركي لوضع تشريع لمعالجة التأثيرات الاقتصادية المترتبة على الوباء وأصدر «قانون المساعدات والإغاثة والأمن الاقتصادي المتعلق بفيروس كورونا» (CARES Act). وحاول النائب توماس ماسيلي إجراء مناورة لإجراء التصويت بنداء الأسماء، ولكن لم يكن هناك طلب كافٍ ضمن النصاب القانوني، وقد أقر المجلس مشروع القانون بالتصويت الشفوي في 27 مارس.
دفع تفشي المرض الولايات المتحدة إلى تبني سياسات اجتماعية مشتركة في الدول الغنية الأخرى، بما في ذلك الرعاية الصحية الشاملة، والرعاية الشاملة للأطفال، والإجازة المرضية المدفوعة الأجر، وتوقع المحللون السياسيون أن يؤثر ذلك سلبًا على فرص دونالد ترامب في إعادة الانتخاب.
في 19 مارس، نشرت غرفة أخبار بروبابليكا مقالًا يبين أن السيناتور ريتشارد بور قد باع أسهمًا بقيمة تتراوح بين 628 ألف دولار إلى 1.7 مليون دولار قبل انهيار سوق الأسهم باستخدام معلومات داخلية من اجتماع مغلق لمجلس الشيوخ حيث تم اطلاع أعضاء مجلس الشيوخ على كيفية تأثير فيروس كورونا على الولايات المتحدة. خضعت أيضًا معاملات الأسهم التي قام بها أعضاء مجلس الشيوخ دايان فاينستاين وكيلي لوفلر وجيم إنهوف للرقابة والتدقيق بتهمة التداول من الداخل. في 30 مارس، أجرت وزارة العدل تحقيقًا في معاملات الأسهم بالتعاون مع هيئة الأوراق المالية والبورصات الأمريكية.
كتب العقيد البحري بريت كروزير مذكرة من أربع صفحات يطلب فيها المساعدة لطاقمه، إذ تفشى الفيروس على متن سفينته، حاملة الطائرات الأمريكية يو إس إس ثيودور روزفلت. لكنه سرعان ما أُعفي من قيادته للسفينة، لأن المذكرة قد سُرِّبت للجمهور. برر وزير البحرية بالنيابة توماس مودلي في البداية أفعاله بعزل كروزير مصرحًا أن القبطان «ساذج جدًا أو غبي جدًا» لدرجة أنه لا يمكن أن يكون قائدًا إذا لم يكن يعتقد أن المعلومات ستخرج إلى الجمهور في عصر المعلومات هذا، ولكن بعد ذلك أصدر اعتذارًا اعترف فيه بأن كروزير كان ينوي لفت انتباه الجمهور إلى الظروف التي أحاطت بسفينته. طالب العديد من أعضاء الكونغرس باستقالة مودلي بسبب تعامله مع الموقف في 7 أبريل.

#### على مستوى الولايات
علّقت العديد من الولايات الأمريكية النشاط التشريعي بما في ذلك كولورادو وكنتاكي وديلاوير وجورجيا وإلينوي ونيوهامبشر وفيرمونت.
في 11 مارس 2020، استخدمت ميشيل لوجان غريشام، حاكمة نيو مكسيكو، حق النقض ضد مشاريع البنية التحتية بقيمة 150 مليون دولار بسبب خسارة الولاية 22 مليون دولار في صندوقها العام مقابل كل انخفاض بقيمة دولار واحد في سعر برميل النفط نتيجة حرب أسعار النفط الروسية-السعودية. وقد أرجأت وزارة إيرادات ألاسكا إصدار توقعاتها للميزانية بسبب اعتماد ألاسكا على أسعار النفط.
في 10 مارس، بدأت أعراض كوفيد-19 بالظهور على براندون بيتش، سيناتور ولاية جورجيا الجمهوري، وخضع للفحص في 14 مارس. ومع ذلك، حضر جلسة خاصّة للمجلس التشريعيّ في 16 مارس قبل أن تظهر نتائج اختباره في 18 مارس التي أتت إيجابية. وُضِع مجلس شيوخ ولاية جورجيا بأسره وموظفيه، ونائب الحاكم جيف دانكن في الحجر الصحي حتى 30 مارس.
وصل وباء كوفيد-19، الذي بدأ في الصين في أواخر عام 2019، إلى الولايات المتحدة في أوائل عام 2020. لم يكن هناك أي استجابة وطنية مركزية لهذا الوباء في الولايات المتحدة. وابتداءً من منتصف مارس، اتُخذت تدابير مختلفة للتباعد الاجتماعي للحد من انتشار الفيروس من قبل حكام الولايات فُرادى وفي بعض المقاطعات أو المدن. شملت الإجراءات المتخذة التزام المنازل «الحجر الصحي»، وإغلاق المدارس والأعمال التجارية، والحد من حجم التجمعات. بحلول 7 أبريل، طبقت 42 ولاية الإغلاق التام. وكان لحالات الإغلاق التام آثار اقتصادية خطيرة، من ضمنها ارتفاع حاد في البطالة بسبب إغلاق المتاجر وأماكن العمل. بدءًا من 15 أبريل، اندلعت الاحتجاجات والمظاهرات في بعض الولايات، واستنكر المحتجون الأثر الاقتصادي والاجتماعي لأوامر التزام المنزل، وإغلاق الأعمال، وتقييد الحركة الشخصية والتجمعات، وطالبوا ولاياتهم بإعادة فتح الأعمال التجارية الاعتيادية والأنشطة الشخصية. لاقت الاحتجاجات تغطية دولية وأُدينت على نطاق واسع لاعتبارها غير آمنة وغير حكيمة. تراوح حجم التظاهرات بين بضع مئات من الأشخاص إلى عدة آلاف، وانتشرت على وسائل التواصل الاجتماعي بتشجيع من الرئيس الأمريكي دونالد ترامب. وبحلول 1 مايو كانت هناك مظاهرات في أكثر من نصف الولايات، وبدأ العديد من الحكّام باتخاذ خطوات لرفع إجراءات الحظر.

### فنزويلا
أفادت وكالة رويترز أنه خلال هذا الوباء، بدأ حلفاء كل من نيكولاس مادورو وخوان غوايدو محادثات استكشافية سرية وفقًا لمصادر من كلا الجانبين. وقد نفى غوايدو والممثل الخاص الأمريكي لفنزويلا إليوت أبرامز هذه المفاوضات.

## تأثيرها على الانتخابات

### بوليفيا
في 21 مارس 2020، أعلنت الرئيسة المؤقتة جانين آنييز قرار الحكومة المؤقتة بتأجيل الانتخابات المبكرة. واقترح مرشحون رئاسيون آخرون تأجيل الانتخابات لمنع انتشار فيروس كورونا بسبب تجمع أعداد كبيرة من الناس.

### تشيلي
كان من المقرر إجراء استفتاء على دستور جديد وحُدد يوم 25 أبريل موعدًا لتوقيع الاتفاقية التي ستكتبه، ولكن في 19 مارس، توصلت الأحزاب السياسية إلى اتفاق بشأن تأجيل الاستفتاء إلى 25 أكتوبر. تأجلت بموجب هذا الاتفاق أيضًا الانتخابات المحلية والإقليمية، من 25 أكتوبر إلى 4 أبريل 2021، بالإضافة إلى تأجيل الانتخابات التمهيدية والجولة الثانية من الانتخابات أيضًا.

### إثيوبيا
في 31 مارس، أخّر المجلس الانتخابي الوطني في إثيوبيا انتخابات مجلس النواب التي كان من المقرر إجراؤها في 29 أغسطس، بسبب تفشي فيروس كورونا في إثيوبيا.

### فرنسا
أعلن الرئيس إيمانويل ماكرون أن فيروس كورونا هو «أكبر أزمة صحية منذ قرن». وذكر في 12 مارس أنه لن يُعاد تحديد موعد الجولة الأولى من الانتخابات المحلية. أثار خيار إبقاء الانتخابات، التي جرت في 15 مارس، جدلًا كبيرًا. في 16 مارس، ذكر أن الجولة الثانية، التي كان من المقرر إجراؤها في 22 مارس، ستؤجل حتى 21 يونيو.

### إندونيسيا
كان من المقرر إجراء الانتخابات المحلية الإندونيسية لعام 2020 في 23 سبتمبر، واقترحت لجنة الانتخابات العامة الإندونيسية التأجيل إلى 9 ديسمبر على أقل تقدير، وافق مجلس تمثيل الشعب على ذلك لاحقًا ووقع الرئيس جوكو ويدودو على القانون في 5 مايو. أعيد تخصيص ميزانية الانتخابات السابقة التي بلغت نحو 550 مليون دولار أمريكي للتعامل مع الجائحة والسيطرة عليها.

### إيطاليا
كان من المقرر مبدئيًا إجراء استفتاء على تعديل دستوري لخفض عدد أعضاء البرلمان من 630 إلى 400 في 29 مارس، ولكن تأجل ذلك إلى تاريخ غير محدد بعد تفشي الفيروس بشكل خطير في إيطاليا.

### كيريباتي
كان من المقرر أساسًا إجراء الجولة الأولى من الانتخابات البرلمانية في 7 أبريل 2020، ولكن نُقلت في وقت لاحق إلى 15 أبريل، مع التخطيط للجولة الثانية في الأسبوع التالي بسبب جائحة فيروس كورونا على الرغم من عدم وجود حالات في البلاد.

### لاتفيا
في 6 أبريل 2020، أعلن رئيس الوزراء كريغانيس كارينش قرار الحكومة بتأجيل انتخابات مجلس مدينة ريغا المبكرة. كان من المقرر إجراء الانتخابات المبكرة أساسًا في 25 أبريل، وبدأت الملصقات الانتخابية في الظهور بالفعل، ولكن مع بداية أزمة كوفيد-19، أُعيد تحديد موعد الانتخابات لتصبح في 6 يونيو، دون استبعاد إمكانية تقريب موعد الانتخابات إلى الخريف، وفق ما ذكرته وكالة ليتا للأنباء. قال كريغانيس كارينش: «بالنظر إلى حالة الغموض فيما يخص أزمة كوفيد-19، يُرجح أننا سننقل الانتخابات إلى بداية سبتمبر».

### الفلبين
في 10 مارس 2020، علقت لجنة الانتخابات (كومليك) تسجيل الناخبين على الصعيد الوطني حتى نهاية الشهر بسبب جائحة كوفيد-19. بدأت فترة التسجيل في 20 يناير ومن المقرر أن تستمر حتى 30 سبتمبر 2021. مُدد التعليق لاحقًا حتى نهاية أبريل. عُلق أيضًا إصدار شهادات الناخبين حتى إشعار آخر. تقرر موعد إجراء الانتخابات القادمة على الصعيد الوطني في الفلبين في مايو 2022.
قد يتأخر استفتاء إقرار التشريع الذي يقترح تقسيم بالاوان إلى ثلاث مقاطعات أصغر والمقرر إجراؤه في مايو 2020 بسبب جائحة كوفيد-19. دعت الهيئة التشريعية المحلية للمقاطعة لعقد جلسة خاصة، ومن المتوقع أن تصدر قرارًا يسمح لحاكمها بطلب تأجيل الاستفتاء من الكومليك.

### بولندا
في البداية، اختارت الحكومة البولندية عدم تأجيل الانتخابات الرئاسية، وأثار هذا القرار الجدل. أظهر استطلاع أن 78% من السكان يفضلون تأجيل الانتخابات. جادل معارضو حزب العدالة والقانون الحاكم أن ظروف الوباء تمنع إجراء حملات انتخابية فعالة، وبالتالي تقلل من القدرة التنافسية في الانتخابات. في 27 مارس، فشل بعض المرشحين للانتخابات الرئاسية في جمع 100,000 توقيع بسبب جائحة فيروس كورونا، ونجح اثنا عشر مرشحًا رئاسيًا فقط في جمع أكثر من 100,000 توقيع. قدم سبعة مرشحين عرائض بأقل من 100,000 توقيع، لكنهم يخططون للطعن في رفض لجنة الانتخابات المركزية تسجيلهم في الانتخابات الرئاسية متذرعين بجائحة فيروس كورونا الذي يعوق عملية جمع التوقيع.
اقتُرح إجراء تغيير في قوانين الانتخابات في بولندا للسماح بالتصويت عبر البريد لمن تزيد أعمارهم عن 60 عامًا والأفراد الخاضعين للحجر الصحي دون الجالية في الخارج، الأمر الذي انتُقد لكونه يصب في مصلحة حزب العدالة والقانون الحاكم. تجعل القوانين قيد النقاش في البرلمان في منتصف أبريل التصويت بأكمله بريديًا وتضعف دور اللجنة الانتخابية، على الرغم من أن نقابات عمال البريد تقول إن هذا الأمر سيكون مستحيلًا.
في 6 مايو، أعلن الائتلاف البولندي الحاكم تأجيل الانتخابات الرئاسية بسبب الوباء. ولم يُعلن عن موعد الانتخابات الجديد بعد.

### روسيا
في 25 مارس، أعلن الرئيس فلاديمير بوتين تأجيل الاستفتاء على التعديلات الدستورية المقرر إجراؤه في 22 أبريل إلى موعد لاحق. في الوقت الحالي، لم يُحدد موعد جديد للاستفتاء.
أجّلت لجنة الانتخابات المركزية نحو مئة انتخابات محلية مقررة للفترة بين 29 مارس حتى 21 يونيو.
من المقرر إجراء الانتخابات الإقليمية في أكثر من 20 منطقة في «يوم انتخابي واحد» في 13 سبتمبر. لكن، يجب أن تبدأ الحملة في موعد أقصاه 15 يونيو. وفقًا لتقارير وسائل الإعلام، وبناءً على الوضع الوبائي، تسمح الحكومة الفدرالية بتأجيل اليوم الانتخابي إلى ديسمبر 2020 أو إجراء هذه الانتخابات الإقليمية في يوم انتخابي واحد عام 2021.

### صربيا
في 16 مارس 2020، أجلت اللجنة الانتخابية الانتخابات البرلمانية التي كانت مقررة في 26 أبريل.

### إسبانيا
أُجّلَت الانتخابات الإقليمية الباسكية لعام 2020، والتي كان من المقرر إجراؤها في 5 أبريل، بعد اتفاق بين جميع الأحزاب السياسية الممثلة في برلمان الباسك؛ وعُلّقت الانتخابات الجيليقية أيضًا.

### سيريلانكا
في 19 مارس، أعلنت مفوضة الانتخابات ماهيندا ديشابريا عن تأجيل الانتخابات البرلمانية السريلانكية لعام 2020 حتى إشعار آخر بسبب جائحة فيروس كورونا. أصر الرئيس السريلانكي جوتابايا راجاباكسا في البداية على إجراء الانتخابات في الموعد المقرر في 25 أبريل على الرغم من جائحة فيروس كورونا، وحظرت السلطات المسيرات والتجمعات الانتخابية.

### سوريا
تأجلت الانتخابات البرلمانية التي كان من المقرر إجراؤها في 13 أبريل إلى 20 مايو ثم تأجلت مجددًا إلى 19 يوليو بسبب انتشار فيروس كورونا.

### ترينداد وتوباغو
تقرر إجراء الانتخابات العامة، التي كان يُفترض إجراؤها في سبتمبر، في ديسمبر حتى يتسنى للبلاد المزيد من الوقت للوقاية من فيروس كورونا في الانتخابات. عُلقت الأنشطة السابقة للحملات جزئيًا في 13 مارس بعد أنباء عن تسجيل أول حالة كوفيد-19 في ترينيداد وتوباغو.

### المملكة المتحدة
في 13 مارس 2020، أعاد رئيس الوزراء بوريس جونسون تحديد موعد الانتخابات المحلية في المملكة المتحدة، والتي كان من المقرر إجراؤها في 7 مايو 2020، إلى 6 مايو 2021 بعد مشورة اللجنة الانتخابية والاتفاق مع حزب العمال والديمقراطيين الليبراليين.
في 27 مارس، أجّل الديمقراطيون الليبراليون انتخاباتهم القيادية حتى عام 2021.

### الولايات المتحدة الأمريكية

#### الانتخابات الرئاسية

##### الحملة
تحولت الحملات السياسية والانتخابية إلى أنشطة إلكترونية وافتراضية في منتصف مارس لتجنب انتشار فيروس كورونا أو للالتزام بقوانين التباعد الاجتماعي الخاصة بالولاية. بدأ كلّ من نائب الرئيس السابق جو بايدن والسيناتور بيرني ساندرز إلقاء الخطابات على الإنترنت وجمع التبرعات إلكترونيًا. تحولت حملة الرئيس دونالد ترامب الرئاسية أيضًا من حملات شخصية إلى حملات إلكترونية بسبب أوامر البقاء في المنزل وقوانين التباعد الاجتماعي التي وُضعت بعد مسيرة 2 مارس، وأُغلِق كل من مكتبه ومكاتب القيادة الجمهورية الأخرى الموجودة في فرجينيا بسبب أوامر البقاء في المنزل الصادرة عن حاكم الولاية رالف نورثام.
في 15 مارس، جرت أول مناظرة فردية في الانتخابات التمهيدية الرئاسية الديمقراطية لعام 2020 بين جو بايدن وبيرني ساندرز في استوديوهات سي إن إن في واشنطن العاصمة دون جمهور، نتيجة لوباء فيروس كورونا الراهن. نُقلت المناقشة من ولاية أريزونا، التي تخضع لحالة الطوارئ وسُجلت فيها 12 حالة مؤكدة لكوفيد-19 في ذلك التاريخ.
في 2 أبريل، تأجل المؤتمر الوطني الديمقراطي، الذي كان من المقرر عقده في الأصل من 13 إلى 16 يوليو، إلى 17 أغسطس ولمدة أسبوع بعد أن تواصلت اللجنة الوطنية الديمقراطية مع الحملات الرئاسية لجو بايدن وبيرني ساندرز. في 5 أبريل، اقترح بايدن أن عقد «مؤتمر إلكتروني» قد يكون ضروريًا. أخبر ترامب شان هانيتي من قناة فوكس نيوز أنه «من المستحيل» إلغاء المؤتمر الوطني الجمهوري، المقرر بدؤه في 24 أغسطس في شارلوت، نورث كارولاينا.
أعربت رئيسة مجلس النواب نانسي بيلوسي (كاليفورنيا) وأعضاء مجلس الشيوخ آمي كلوبوشار (مينيسوتا) ورون وايدن (أوريغون) عن قلقهم في بداية شهر أبريل من أن الوباء قد يقلل من إقبال الناخبين في نوفمبر. إذ إن إغلاق الكنائس والجامعات ومراكز رخصة القيادة سيجعل من الصعب على الناخبين التسجيل وتوقع مشروع الديمقراطية في مركز برينان للعدل أن يكون الإقبال منخفضًا، كما كان خلال 17 مارس، في انتخابات ولاية إلينوي التمهيدية الديمقراطية. توقع رئيس مجلس النواب في ولاية جورجيا ديفيد رالستون (يميني) أن إرسال استمارات طلب الاقتراع الغيابي إلى جميع الناخبين في الولاية خلال أزمة فيروس كورونا سيكون «مدمرًا» لمرشحي الحزب الجمهوري، وقال الرئيس ترامب إن بعض الإصلاحات الانتخابية ستجعل من فوز الجمهوريين أمرًا أصعب.
كانت هناك دعوات لتأجيل الانتخابات الرئاسية الأمريكية لعام 2020 إلى العام المقبل، لكن ذكر العديد من الباحثين الدستوريين والمشرعين أنه سيكون من الصعب جدًا فعل ذلك دون تعديل الدستور وسيتطلب حتمًا موافقة الكونغرس.

##### الانتخابات التمهيدية
في 12 مارس 2020، ألغى حزب الرابطة الحيادية الديمقراطي في نورث داكوتا مؤتمر الولاية الذي كان من المقرر عقده في الفترة من 19 إلى 22 مارس، والذي كان سيُحَدد فيه المرشحون على مستوى الولاية ويختار فيه المندوبون إلى المؤتمر الوطني الديمقراطي. في 13 مارس، تأجلت الانتخابات التمهيدية الرئاسية في لويزيانا إلى 20 يونيو من قبل وزير الخارجية كايل أردوين، وعُلقت الأجزاء الشخصية من المؤتمرات الحزبية وجميع مؤتمرات المقاطعة في وايومنغ وحل محلها الاقتراع البريدي.
في 14 مارس، نُقلت الانتخابات التمهيدية في جورجيا من 24 مارس إلى 19 مايو. في 9 أبريل، نُقلت الانتخابات التمهيدية بأكملها مجددًا إلى 9 يونيو. في 16 مارس، أعلن وزير الخارجية مايكل آدمز أن الانتخابات التمهيدية لولاية كنتاكي ستُنقَل من 19 مايو إلى 23 يونيو، وأجّل الحاكم مايك دي واين الانتخابات التمهيدية في ولاية أوهايو قبل ساعات فقط من فتح مراكز الاقتراع على الرغم من التحديات القانونية. في 19 مارس، نقل الحاكم نيد لامونت الانتخابات التمهيدية الديمقراطية في ولاية كونيتيكت من 28 أبريل إلى 2 يونيو. في 20 مارس، أعلن حاكم إنديانا إريك هولكومب، ووزيرة الخارجية كوني لوسون، ورئيس الولاية الجمهوري كايل هوبفر، ورئيس الولاية الديمقراطي جون زودي عن تغيير موعد الانتخابات التمهيدية في إنديانا من 5 مايو إلى 2 يونيو.
في 21 مارس، أجلت الحاكمة واندا فاسكيز غارسيه الانتخابات التمهيدية الرئاسية في بورتوريكو من 29 مارس إلى 26 أبريل. ألغى حزب ألاسكا الديمقراطي التصويت الشخصي على الانتخابات التمهيدية الرئاسية ومدد فترة التصويت بالبريد حتى 10 أبريل. أجل الحاكم جون كارني الانتخابات التمهيدية الرئاسية في ولاية ديلاوير من 28 أبريل إلى 2 يونيو. ألغى الحزب الديمقراطي في هاواي التصويت الشخصي على الانتخابات التمهيدية الرئاسية وأخرها من 4 أبريل إلى وقت غير محدد في مايو ثم حددها في 22 مايو. أجلت الحاكمة جينا رايموندو الانتخابات التمهيدية الرئاسية في رود آيلاند بطلب من مجلس الانتخابات من 28 أبريل إلى 2 يونيو. في 27 مارس، وقع الحاكم توم وولف على تشريع قانون أقره المجلس التشريعي للولاية لتأجيل الانتخابات التمهيدية في بنسلفانيا من 28 أبريل إلى 2 يونيو. في 28 مارس، أعلن الحاكم أندرو كومو في مؤتمر صحفي أن الانتخابات التمهيدية الرئاسية في نيويورك ستؤجل من 28 أبريل إلى 23 يونيو. في 8 أبريل، وقع الحاكم فيل مورفي على أمر تنفيذي لتغيير موعد الانتخابات التمهيدية المقرر إجراؤها في 2 يونيو إلى 7 يوليو.
في 30 مارس، أعلن الحزب الديمقراطي في كانساس أن الانتخابات التمهيدية الرئاسية ستجرى فقط عبر الاقتراع البريدي، وأعلن الحاكم براد ليتل ووزير الخارجية لورانس ديني أيضًا أن الانتخابات التمهيدية في ولاية أيداهو ستجرى أيضًا بالكامل من خلال بطاقات الاقتراع البريدي. في 1 أبريل، وقع الحاكم جيم جاستس على أمر تنفيذي بتأجيل الانتخابات التمهيدية في فرجينيا الغربية من 12 مايو إلى 9 يونيو.
نُقلت أماكن الاقتراع في فلوريدا وأوهايو وإلينوي وأريزونا والتي كانت موجودة في دور العجزة واتُخذَت الاحتياطات الصحية الأخرى. طلب مديرو الانتخابات المحليون في ماريلاند تغيير الانتخابات التمهيدية في الولاية واستخدام بطاقات الاقتراع البريدية فقط، وطلبت نائبة أمين الخزينة السابقة ماري جيه ميللر من الحاكم لاري هوغان الانتقال إلى بطاقات الاقتراع البريدية.   
| الولاية         | الموعد الأصلي | الموعد الجديد |
| بورتوريكو       | 29 مارس2020   | 26 أبريل 2020 |
| جورجيا          | 24 مارس2020   | 9 يونيو 2020  |
| كونتيكيت        | 28 أبريل 2020 | 2 يونيو 2020  |
| ديلاوير         | 28 أبريل 2020 | 2 يونيو 2020  |
| أوهايو          | 17 مارس2020   | 2 يونيو 2020  |
| بنسلفانيا       | 28 أبريل 2020 | 2 يونيو 2020  |
| رود آيلاند      | 28 أبريل 2020 | 2 يونيو 2020  |
| إنديانا         | 5 مايو 2020   | 2 يونيو 2020  |
| فرجينيا الغربية | 12 مايو 2020  | 9 يونيو 2020  |
| لوزيانا         | 4 أبريل 2020  | 20 يونيو 2020 |
| كنتاكي          | 19 مايو 2020  | 23 يونيو 2020 |
| نيويورك         | 28 أبريل 2020 | 23 يونيو 2020 |
| نيو جيرسي       | 2 يونيو 2020  | 7 يوليو 2020  |

### انتخابات الولايات

#### الحملة
وقع أربعة وثلاثون مرشحًا ديمقراطيًا وجمهوريًا في نيويورك على عريضة تطلب من الحاكم أندرو كومو تخفيض أو إلغاء عدد تواقيع العريضة الأولية في الانتخابات التمهيدية لمنع انتشار الفيروس أو نقله أثناء جمع التوقيع. في 14 مارس، خفض كومو شرط التوقيع إلى 30% من الحد الطبيعي ونقل الموعد النهائي من 2 أبريل إلى 17 مارس.
في 26 مارس، صرح حزب الخضر أن الوباء سيمنع مرشحي الطرف الثالث من الظهور في الاقتراع ما لم تُخفّض متطلبات العريضة.

#### الانتخابات
في 11 مارس 2020، ألغى الحزب الديمقراطي في ميشيغان مؤتمر الولاية الذي كان مقررًا في 21 مارس. ألغت الأحزاب الجمهورية والديمقراطية في يوتا مؤتمرات الولاية الشخصية واستبدل حزب يوتا المتحدة باجتماعاته ومؤتمراته اجتماعات إلكترونية.
في 16 مارس، أعلن حاكم ولاية تكساس غريغ أبوت تأجيل الانتخابات الخاصة في الدائرة المؤتمرية الرابعة عشرة في مجلس الشيوخ بولاية تكساس من 2 مايو إلى 14 يوليو. في 20 مارس، أعلن مجلس انتخابات ولاية كارولينا الشمالية عن تأجيل الجولة الثانية من الانتخابات التمهيدية الجمهورية في الدائرة المؤتمرية الحادية عشرة لولاية كارولاينا الشمالية حتى 23 يونيو، وأعلن حاكم ولاية مسيسيبي تيت ريفز أن الجولة الثانية من الانتخابات التمهيدية الجمهورية للدائرة المؤتمرية الثانية ستؤجل إلى 23 يونيو. في 23 مارس، تأجلت الانتخابات الخاصة لمجلس النواب والشيوخ في ماساتشوستس.
في 15 مارس، أجّل حاكم ولاية كارولينا الجنوبية هنري ماكماستر جميع انتخابات المقاطعة والانتخابات المحلية في مارس وأبريل إلى موعد بعد 1 مايو. في 18 مارس، أخّرت حاكمة ولاية ألاباما كاي آيفي جولة الإعادة التمهيدية للولاية من 31 مارس إلى 14 يوليو، وأجّل حاكم ولاية ميزوري مايك بارسون الانتخابات المحلية من 7 أبريل إلى 2 يونيو، وأعلن وزير الخارجية بول زيرياكس أن بإمكان البلديات أن تغير موعد الانتخابات من 7 أبريل إلى موعد متأخر. في 24 مارس، أعلنت وزيرة الخارجية باربرا سيغافسك ومسؤولو انتخابات مقاطعة نيفادا السبعة عشر أن انتخابات نيفادا التمهيدية في يونيو ستجرى بالكامل من خلال بطاقات الاقتراع البريدية. ومدد وزير الخارجية بول بيت فترة التصويت الغيابي في انتخابات يونيو التمهيدية لولاية آيوا، وأجّل أيضًا الانتخابات الخاصة في ثلاث مقاطعات.

##### ويسكونسن
بسبب الوباء، قامت خمس عشرة ولاية أمريكية أخرى على الأقل بإلغاء أو تأجيل الانتخابات المقررة أو الانتخابات التمهيدية في وقت انتخابات ويسكونسن. مع مواجهة ويسكونسن للوباء، حاول المشرعون الديمقراطيون في الولاية تأجيل انتخاباتهم عدة مرات، ولكن المشرعين الجمهوريين أفشلوهم. دعا الحاكم توني إيفرز الهيئة التشريعية في ولاية ويسكونسن إلى جلسة استثنائية في 4 أبريل، لكن التحكم الجمهوري في مجلس النواب ومجلس الشيوخ حسم الموضوع في سبعة عشر ثانية. في بيان مشترك بعد ذلك، انتقد رئيس جمعية ولاية ويسكونسن روبن فوس وقائد الأغلبية في مجلس الشيوخ سكوت فيتزجيرالد إيفرز لمحاولته تأجيل الانتخابات، ولعدم الدعوة إلى جلسة خاصة في وقت أبكر، ولعكس موقفه السابقة بشأن إبقاء موعد الانتخابات دون تغيير.
على الرغم من الاعتراف بأنه سيخالف القانون إذا قام بذلك، في 6 أبريل، حاول إيفرز نقل الانتخابات بأمر تنفيذي، ولكن رفضت محكمة ويسكونسن العليا ذلك. وفي اليوم نفسه، أوقفت المحكمة العليا للولايات المتحدة محاولة منفصلة لتمديد الموعد النهائي لإرسال بطاقات الاقتراع الغيابية. كان الإذن الرئيسي الوحيد الذي حصل عليه هو أن بطاقات الاقتراع الغيابية التي خُتمت بحلول 7 أبريل في الساعة 8 مساءً ستبقى مقبولة حتى 13 أبريل. ومع ذلك، أفادت وسائل الإعلام المحلية أن العديد من الناخبين لم يتلقوا بطاقات الاقتراع الغيابية المطلوبة بحلول يوم الانتخابات، أو لم يتمكنوا من تلبية المتطلبات القانونية المتمثلة بالحصول على توقيع الشاهد بسبب التباعد الاجتماعي.
وتعرض قرار المشرعين بعدم تأجيل الانتخابات لانتقادات شديدة من قبل هيئة تحرير صحيفة ميلووكي سنتينل المحلية، التي أيدت سابقًا الحاكم الجمهوري السابق سكوت ووكر. وصفوا الانتخابات بأنها «الأقل ديمقراطية في تاريخ الولاية». وصفت صحيفة نيويورك تايمز الانتخابات بأنها «غير شرعية بشكل شبه مؤكد»، مضيفة أن عدم قدرة المشرعين في الولاية على التوصل إلى اتفاق بشأن نقل الانتخابات «كان فشلًا ملحميًا ومتوقعًا». وضعت الصحيفة المناورة السياسية كجزء من فصل آخر في «عقد من المشاحنات الحزبية المريرة التي شهدت (الجمهوريين في الولاية) يهاجمون المؤسسات الديمقراطية في الدولة ويحاولون كسر شوكتها، بدءًا بالعمل المنظم ووصولًا لقوانين تجعل الاقتراع أصعب بكثير على الفقراء وسكان المناطق السوداء في المدن». يعتقد الجمهوريون أن إجراء الانتخابات في 7 أبريل، تزامنًا مع تضرر مناطق المدن الديمقراطية بشدة من الوباء، سيساعدهم في تأمين مزايا سياسية مثل استمرار الأغلبية المحافظة 5-2 في محكمة ويسكونسن العليا (من خلال المقعد المنتخب لدانيال كيلي).
حين أجريت الانتخابات في 7 أبريل، كان الوصول إلى التصويت الشخصي السهل يعتمد بشكل كبير على موقع الناخبين. في المجتمعات الأصغر أو الأكثر ريفيةً، والتي تميل إلى أن تكون من البيض وتصوت للجمهوريين، أُبلغ عن عدد من المشاكل. في المناطق الأكثر تحضرًا، أدت جائحة فيروس كورونا إلى إغلاق ودمج العديد من مراكز الاقتراع في جميع أنحاء الولاية على الرغم من استخدام 2500 من أفراد الحرس الوطني لمواجهة النقص الحاد في العاملين في الاقتراع. لوحظت التأثيرات بشكل أكبر في ميلووكي، وهي أكبر مدينة في الولاية تضم أكبر عدد من الأقليات ومركز الجائحة الراهنة في الولاية. لم تتمكن حكومة المدينة إلا من فتح 5 من أصل 180 مركز اقتراع بعد أن عانت من نقص حاد يقدر بنحو 1000 موظف اقتراع. ونتيجة لذلك، أُبلغ عن طوابير طويلة، وانتظار بعض الناخبين ما يصل إلى ساعتين ونصف تحت زخات المطر. أثرت الطوابير بشكل غير متناسب على عدد كبير من السكان الإسبان والأمريكيين الأفارقة في ميلووكي؛ إذ كان الأمريكيون من أصل أفريقي قد أصيبوا بالفعل بشكل غير متناسب بوباء فيروس كورونا، مشكلين ما يقارب نصف الحالات الموثقة في ويسكونسن وأكثر من نصف حالات الوفاة في تاريخ إجراء الاقتراع. ومع ذلك، في الوقت الذي انتهت فيه الانتخابات، صرح مفوض انتخابات ميلووكي نيل ألبريخت أنه على الرغم من بعض المشاكل، جرى التصويت الشخصي بسلاسة.
أبلِغ عن مشاكل مماثلة مع إغلاق مراكز الاقتراع والطوابير الطويلة في وكيشا، إذ فُتح مركز اقتراع واحد فقط لمدينة يبلغ عدد سكانها 70,000، وفي غرين باي، التي تواجد فيها 17 عاملًا في الاقتراع فقط من أصل 270 شخصًا قادرًا على العمل. تمكنت مدن أخرى من إبقاء الطوابير أقصر بكثير، منها عاصمة الولاية ماديسون، التي فتحت نحو ثلثي مواقع الاقتراع المعتادة، وأبلتون، التي فتحت المراكز الـ 15 المعتادة.
نُصح الناخبون في جميع أنحاء الولاية بالحفاظ على التباعد الاجتماعي، وارتداء أقنعة الوجه، وإحضار أقلامهم الخاصة. عمل فوس، رئيس مجلس الولاية، كمفتش انتخابي للتصويت الشخصي في 7 أبريل. أثناء ارتدائه لمعدات الوقاية الشخصية شبه الطبية، قال للصحفيين إنه «من الآمن للغاية الخروج» والتصويت، مضيفًا أن الناخبين يواجهون «الحد الأدنى من التعرض».

### فنزويلا
أعلنت لجنة الترشيحات الانتخابية، المكلفة بتعيين مجلس انتخابي وطني جديد في فنزويلا (سي إن إيه)، أنها ستعلق اجتماعاتها بسبب الجائحة.

## تأثيرها على السياسيين والشخصيات العامة

### أستراليا
في 13 مارس 2020، صرح بيتر داتون، وزير الشؤون الداخلية، عن إصابته بكوفيد-19، ولزم العزل في المستشفى بعد أن حضر اتفاق الخمسة أعين الأمني في واشنطن العاصمة حيث التقى برئيس الولايات المتحدة دونالد ترامب، والنائب العام للولايات المتحدة وليام بار، وإيفانكا ترامب.

### كندا
في 12 مارس 2020، لزم رئيس الوزراء جاستن ترودو وزوجته صوفي غريغوار ترودو العزل في حين خضعت صوفي للاختبار الذي أظهر لاحقًا أنها كانت إيجابية لكوفيد-19.
في 25 مارس، أعلنت النائبة الليبرالية كمال خيرا من برامبتون ويست إصابتها بكوفيد-19 والتزامها بالعزل الذاتي. كانت أول سياسية اتحادية تظهر نتيجة اختبارها إيجابية.

### ألمانيا
في 28 مارس 2020، انتحر وزير المالية هيس توماس شيفر لأنه كان يعتقد أنه لا يستطيع تلبية توقعات المساعدة المالية لمكافحة وباء فيروس كورونا.

### أيرلندا
كانت رئيسة شين فين المدعوة ماري لو ماكدونالد أول سياسية إيرلندية رفيعة المستوى تأثرت بانتشار كوفيد-19، إذ ألغى حزبها فعالياته ودخلت عائلتها في عزلة ذاتية لفترة، بعد أن أكدت ماكدونالد في 2 مارس أن أطفالها كانوا في نفس مدرسة الطالب الذي سُجل كأول حالة كوفيد-19 في أيرلندا. في 16 مارس، دخل توماس برينغل، وهو عضو تي دي مستقل يمثل دائرة دونيغال، في عزلة بسبب مخالطته السابقة لشخص في دبلن والمخاطر العالية على صحته الشخصية.
في 18 مارس، أعلن لوك «مينغ» فلاناغان، عضو البرلمان الأوروبي المستقل الذي يمثل دائرة ميدلاندز نورث ويست، أنه سيبدأ مع عائلته بعزل أنفسهم بعد أن ظهرت على ابنته أعراض كوفيد-19.

### ليبيا
في 24 مارس 2020، كان اختبار محمود جبريل، قائد تحالف القوى الوطنية الذي كان وزيرًا للخارجية ورئيس الوزراء الليبي في 2011، إيجابيًا لفيروس كورونا وتوفي في 5 أبريل.

### إيطاليا
في 7 مارس 2020، أعلن نيكولا زينغاريتي، سكرتير الحزب الديمقراطي ورئيس لاتسيو، أنه مصاب بكوفيد-19، وصرحت آنا أسكاني، نائبة رئيس الحزب الديمقراطي، أيضًا بأنها مصابة بالفيروس في 14 مارس.

### موناكو
في 15 مارس 2020، كان اختبار ألبرت الثاني، أمير موناكو إيجابيًا لفيروس كورونا ليصبح أول رئيس دولة تظهر نتيجة اختباره إيجابية، ولكنه تعافى فيما بعد.

### هولندا
خلال نقاش في مجلس النواب حول جائحة كوفيد-19 في 18 مارس 2020، عانى وزير الرعاية الطبية برونو بروينز من إغماء، ونُسب إلى الإفراط في التعب. بعد ذلك بيوم واحد، أعفاه الملك بشرف بناء على طلبه. تولى الوزير هوغو دي غونغ المهام المتعلقة بمكافحة جائحة كورونا.

### الفلبين
أجرى العديد من السياسيين الفلبينيين وأقاربهم اختبار كوفيد-19، ما تسبب في رد فعل عام عنيف إذ زعم البعض أنهم تجاوزوا بروتوكول وزارة الصحة لاختبار الأفراد الذين يعانون من أعراض فقط أو سارعوا في إجراء وإصدار نتائج اختبار كوفيد-19 رغم وجود نقص في معدات الاختبار في الفلبين.
كان اثنان من أعضاء حكومة الرئيس رودريغو دوتيرتي إيجابيين لكوفيد-19؛ وهما وزير الداخلية إدواردو أنيو، ووزير التعليم ليونور بريونيس.
تأكد أن أعضاء المجلسين الأدنى والأعلى في كونغرس الفلبين خالطوا كوفيد-19. في مجلس الشيوخ، أصيب 3 من أصل 24 من أعضاء مجلس الشيوخ بالمرض. في 18 مارس 2020، ظهرت نتيجة اختبار السيناتور خوان ميغيل زوبيري إيجابية لكوفيد-19 بعد حضوره اجتماعًا مع خبير في مجلس الشيوخ، والذي ثبتت في وقت لاحق إيجابيته للفيروس أيضًا. دخل هو وعائلته في عزلة ذاتية. وكانت نتائج اختبار السيناتور كوكو بيمنتل وسوني أنغارا إيجابية في 25 و26 مارس على التوالي.
وُجد في مجلس النواب عضو واحد خالط حالة كوفيد-19. في 26 مارس تأكدت مخالطة هنري فيلاريكا، ممثل المقاطعة الرابعة في بولاكان لحالة كوفيد-19. أُبلغ في البداية عن إيجابية اختبار إريك غو ياب، ممثل قوائم آيه سي تي-سي آي إس، لفيروس كورونا، لكنه أعلن لاحقًا أن نتيجة اختباره كانت سلبية وأن النتيجة الأولى كانت خطأ من المخبر.
على مستوى المقاطعات، أعلنت ريبيكا يناريس، حاكمة ريزال، في 26 مارس، ثبوت إيجابيتها للفيروس. على المستوى المحلي، أعلن فرديناند إستريلا، عمدة باليواغ، في 17 مارس إيجابية اختباره لكوفيد-19. في 20 مارس، أعلن كابا، عمدة لا يونيون فيليب كريسبين، عن تعرضه هو ودونا كريسبينو، زوجته ومستشارة البلدة، بالفيروس. توفي جوليان بيدرو باستور من مجلس مدينة باتانغاس بسبب كوفيد-19 في 4 أبريل.

### روسيا
في 30 أبريل 2020، أخبر رئيس الوزراء ميخائيل ميشوستين الرئيس فلاديمير بوتين أن اختباره كان إيجابيًا لفيروس كورونا. غادر مؤقتًا منصبه للتعافي وطلب من النائب الأول لرئيس الوزراء أندريه بيلوسوف أن يعمل كرئيس وزراء نيابة عنه. في اليوم التالي، ظهر اختبار وزير البناء فلاديمير ياكوشيف إيجابيًا لفيروس كورونا. في 6 مايو، أظهرت اختبار فيروس كورونا إصابة وزيرة الثقافة أولغا ليوبيموفا.

### إسبانيا
في 8 مارس 2020، عقد فوكس مسيرة سياسية حضرها أكثر من 9000 شخص واعتذرت في وقت لاحق بعد سانتياغو أباسكال، إذ كانت نتائج اختبار رئيسها خافيير أورتيغا سميث، وأمينها العام، والعديد من أعضاء حزبها في مجلس النواب إيجابيًا لكوفيد-19.

### المملكة المتحدة
في 5 مارس 2020، أظهرت وكيلة وزارة الصحة العقلية والوقاية من الانتحار وسلامة المرضى والبرلمانية نادين دوريز أعراض كوفيد-19 بعد اجتماعها مع رئيس الوزراء بوريس جونسون وبعد ذلك ظهرت نتيجتها إيجابية. دخلت وزيرة الظل والعمل والمعاشات البرلمانية، راشيل ماسكيل، العزل بسبب مخالطتها لدوريس. كانت كيت أوزبورن، نائبة عن حزب العمل، ثاني نائب تثبت إصابته بكوفيد-19. كان لويد راسل مويل النائب الثالث الذي ظهرت نتائج اختباره إيجابية.
في 25 مارس، أصبح تشارلز، أمير ويلز أول فرد في العائلة المالكة البريطانية يُعلن إيجابية اختباره لفيروس كورونا.
دخل بوريس جونسون في عزلة في 10 داونينغ ستريت في 27 مارس، وأعلن عن ثبوت إصابته بفيروس كورونا. في 5 أبريل، دخل إلى مستشفى سانت توماس في وستمنستر ونُقل لاحقًا إلى وحدة العناية المركزة في اليوم التالي.

### الولايات المتحدة الأمريكية
عُقد مؤتمر العمل السياسي المحافظ في الفترة من 26 إلى 29 فبراير 2020، واكتُشف لاحقًا أن أحد الحاضرين الذين يحملون تذكرة ذهبية لكبار الشخصيات قد التقوا بعدة سياسيين رفيعي المستوى. وشمل هؤلاء أعضاء مجلس الشيوخ تيد كروز وريك سكوت وليندسي غراهام. والنواب مارك ميدوز، وبول غوسار، ودوغ كولينز، ومات غايتس، الذين التزموا جميعًا فيما بعد بالحجر الصحي الذاتي إلى جانب أعضاء آخرين في الحزب الجمهوري.
في 18 مارس، أصبح النائبان ماريو دياز بالارت (يميني- دئرة فلوريدا المؤتمرية 25) وبن ماك آدمز (ديمقراطي- دائرة يوتاه المؤتمرية 4) أول عضوين في الكونغرس تثبت إيجابيتهم للفيروس. في 22 مارس، أصبح السيناتور راند بول (يميني- كنتاكي) أول عضو في مجلس الشيوخ يصاب بفيروس كورونا، ولكن على الرغم من خضوعه للاختبار لم يدخل في عزلة ما تسبب في عزل السناتور ميت رومني ومايك لي بعد أن خالطا بول. في 19 مارس، دخل جو كانينجهام (ديمقراطي- دائرة كارولاينا الجنوبية 1) في عزلة بعد مخالطته لعضو آخر في الكونغرس ثبتت إيجابية اختباره وأعلن في 27 مارس أنه كان إيجابيًا للفيروس.
في 7 أبريل، أعلن راند بول أنه تعافى من فيروس كورونا وسيبدأ التطوع في مستشفى محلي.